# Dejan Borovnjak
Dejan Borovnjak (cyr. Дејан Боровњак; ur. 1 kwietnia 1986 w Kninie) – serbski koszykarz grający na pozycji silnego skrzydłowego i środkowego, obecnie zawodnik tureckiego Antalya Güneşi.
Złoty medalista Letniej Uniwersjady 2009 i srebrny Letniej Uniwersjady 2007. Były reprezentant Serbii do lat 18 i 20, a także członek kadry uniwersyteckiej (U-24) tego kraju. Dwukrotny mistrz Serbii (2007 i 2008), Serbii i Czarnogóry (2005 i 2006) oraz Polski (2013 i 2016), jednokrotny mistrz Litwy (2010). Dwukrotny zwycięzca Ligi Adriatyckiej (2007 i 2008). Zdobywca Pucharu Serbii (2008) i Superpucharu Polski (2015). W sezonie 2015/2016 wybrany do „pierwszej piątki” sezonu zasadniczego Polskiej Ligi Koszykówki.
W sierpniu 2015 roku został zawodnikiem Stelmetu BC Zielona Góra, w którym występował wcześniej w sezonie 2012/2013.
31 października 2021 dołączył do tureckiego Antalya Güneşi.
Jego młodszy brat – Saša Borovnjak również jest koszykarzem.

## Osiągnięcia
Stan na 1 listopada 2021, na podstawie, o ile nie zaznaczono inaczej.
Drużynowe
- Mistrz:
  - Ligi Adriatyckiej (2007, 2008)
  - Polski (2013, 2016)
  - Serbii (2007, 2008)
  - Serbii i Czarnogóry (2005, 2006)
  - II ligi tureckiej (2019)
- Wicemistrz:
  - Ligi Adriatyckiej (2005, 2006)
  - II ligi włoskiej (2012)
- Brąz EuroChallenge (2014)
- Zdobywca:
  - pucharu:
    - Rumunii (2021)
    - Serbii (2008)
    - II ligi włoskiej (2012)

  - Superpucharu Polski (2016)
- Finalista Pucharu:
  - Serbii (2005, 2007)
  - Polski (2016)

Indywidualne
- Zaliczony do I składu TBL (2016)[12]
- MVP 4. i 8. kolejki Ligi Adriatyckiej (2008/09)

Reprezentacja
- Mistrz uniwersjady (2009)
- Wicemistrz uniwersjady (2007)